# Kate Atkinson

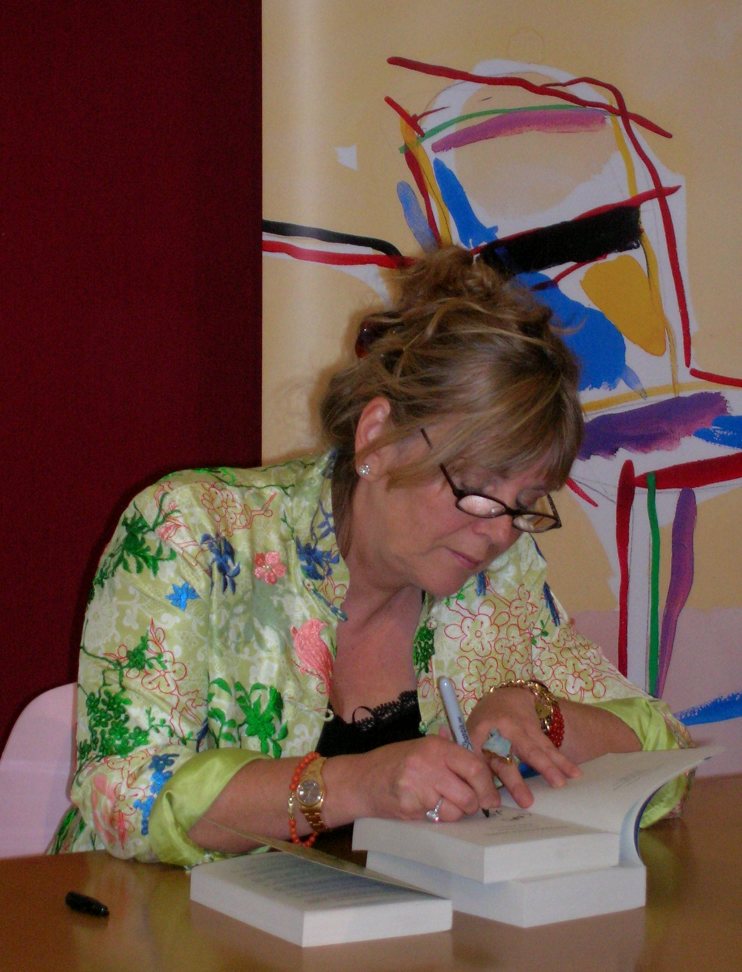
Kate Atkinson, 2007

Kate Atkinson MBE (* 20. Dezember 1951 in York) ist eine britische Schriftstellerin.

## Biografie
Atkinson studierte Englische Literatur und Amerikanistik an der Universität Dundee, arbeitete im Anschluss in verschiedenen Berufen, so als Anwaltssekretärin und Lehrerin, bis sie schließlich Mitte der 1980er-Jahre mit dem Schreiben anfing und mit ersten Erzählungen, vor allem mit dem Roman Behind the Scenes at the Museum (Familienalbum, 1995) sofort Erfolg hatte. Sie lebt mit ihren beiden Töchtern in Edinburgh.

## Themen
Kate Atkinsons Romane und Erzählungen umkreisen den Alltag ihrer Personen, häufig Familien, die mit Schwierigkeiten zu kämpfen haben und plötzlich in schweres Wasser oder an den Rand ihrer Möglichkeiten geraten. Mit Case Histories (Die vierte Schwester, 2004) führte sie den ehemaligen Militärpolizisten und Detective Inspector und nunmehr Privatdetektiv Jackson Brodie ein und siedelte ihre Geschichten näher am Krimi-Genre an.
Stilistisch arbeitet sie in fast allen Werken mit Parallelhandlungen, die sie als lose Fäden durch die Plots zieht und erst am Ende zusammenbringt, wo sie dann zu verblüffenden Auflösungen führen. Die auf den ersten Blick ans Phantastische grenzenden Geschehnisse in ihren Geschichten führten dazu, dass man sie in die Nähe des magischen Realismus gerückt hat. Neben einer bemerkenswerten Detailverliebtheit und einem Faible für ausufernde Erzählstränge pflegt sie eine unterkühlte Komik, die alle ihre Werke auszeichnet. "Atkinson arbeitet mit geschickt platzierten Informationen und vielen zeitlichen Sprüngen, die beim Lesen spielend nachzuverfolgen sind, aber die Nacherzählung zu einer heiklen Angelegenheit machen", erläutert Thekla Dannenberg Atkinsons Stil exemplarisch an Deckname Flamingo.

## Werke (Auswahl)
Romane
- 1995 Behind the Scenes at the Museum
  - Familienalbum, dt. von Evelin Sudakowa-Blasberg; Diana, München 2002. ISBN 3-426-61783-8
- 1997 Human Croquet
  - Ein Sommernachtsspiel, dt. von Anette Grube; Diana, München 1998. ISBN 3-8284-0016-7
- 2000 Emotionally Weird
  - Die Ebene der schrägen Gefühle, dt. von Anette Grube; Droemer, München 2000. ISBN 3-426-19549-6
- 2013 Life After Life
  - Die Unvollendete, dt. von Anette Grube; Droemer, München 2013. ISBN 978-3-426-19981-7
- 2014 A God in Ruins
  - Glorreiche Zeiten, dt. von Anette Grube; Droemer, München 2015. ISBN 978-3-426-28129-1
- 2018 Transcription[3][4]
  - Deckname Flamingo, dt. von Anette Grube; Droemer, München 2019. ISBN 978-3426281307
- 2022 Shrines of Gaiety
  - Nacht über Soho, dt. von Anette Grube; Dumont, Köln 2025. ISBN 978-3-7558-0015-6.

Jackson-Brodie-Reihe
- 2004 Case Histories
  - Die vierte Schwester, dt. von Anette Grube; Droemer, München 2005. ISBN 978-3-426-63163-8
- 2006 One Good Turn
  - Liebesdienste, dt. von Anette Grube; Droemer, München 2007. ISBN 3-426-19753-7
- 2008 When Will There Be Good News
  - Lebenslügen. Roman, dt. von Anette Grube; Droemer, München 2008. ISBN 978-3-426-19819-3
- 2010 Started Early, Took My Dog
  - Das vergessene Kind, dt. von Anette Grube; Droemer, München 2011. ISBN 978-3-426-19910-7
- 2019 Big Sky
  - Weiter Himmel, dt. von Anette Grube; Dumont, Köln 2021. ISBN 978-3-8321-8001-0

Erzählungen
- 2002 Not the End of the World
  - Nicht das Ende der Welt, dt. von Anette Grube; Droemer, München 2003. ISBN 3-426-19551-8

Theaterstücke
- 2000 Abandonment

## Verfilmungen
Unter dem Titel Case Histories verfilmte die BBC 2011 die ersten drei Romane der Jackson-Brodie-Reihe als sechsteilige Fernsehserie mit Jason Isaacs als Jackson Brodie. Die Drehbücher schrieben Ashley Pharoah (Episoden 1+2, basierend auf Case Histories), Matthew Graham (Episoden 3+4, basierend auf One Good Turn) und Peter Harness (Episoden 5+6, basierend auf When Will There Be Good News). Regie führten Marc Jost (Episoden 1+2), Bill Anderson (Episoden 3+4) und Dan Zeff (Episoden 5+6). Ausgestrahlt wurde die Serie zwischen dem 5. und dem 20. Juni 2011.
Ihr 2013er Roman Life After Life wurde unter gleichem Titel als vierteilige Miniserie verfilmt und 2022 auf BBC Two und dem BBC iPlayer veröffentlicht.

## Auszeichnungen
- 1998: E. M. Forster Award der American Academy of Arts and Letters
- 1995: zwei Whitbread Preise: First Novel und Book of the Year für Behind the Scenes at the Museum
- 1993: Ian St James Award für die beste Kurzgeschichte (Karmic Mothers = Fact or Fiction?)
- 2012: Deutscher Krimi Preis – International 3. Platz für Das vergessene Kind
- 2012: Krimi des Jahres 2011 (Platz 3) in der KrimiZEIT-Bestenliste für Das vergessene Kind
- 2012: Radio-Bremen-Krimipreis
- 2013: Costa Book Award (Bester Roman) für Life After Life
- 2014: South Bank Sky Arts Award für Life after Life
- 2015: Costa Book Award (Bester Roman) für A God in Ruins